# Mariestads högre allmänna läroverk
Mariestads högre allmänna läroverk var ett läroverk i Mariestad, som var verksamt från 1858 till 1968.

## Historik

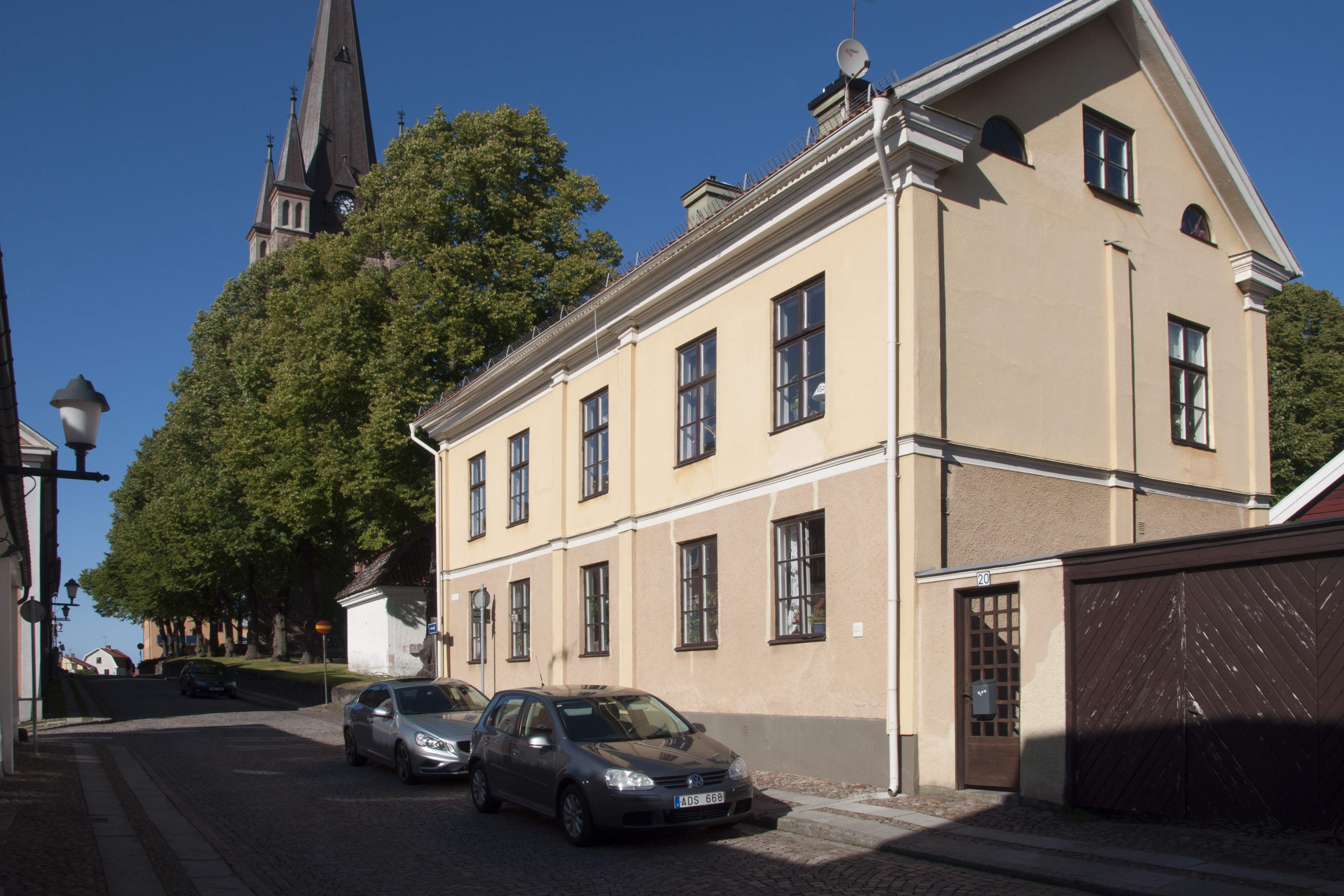
Tidigare läroverksbyggnaden i bruk 1785–1854

Skolan har rötter i en skola från 1680 och denna skola, Mariestads trivialskola, blev efter läroverksreformen 1849 ett (lägre) elementarläroverk som 1879 benämndes Mariestads lägre allmänna läroverk. Ur denna uppstod 1905 en realskola, som  omkring 1926 blev en samrealskola, från 1945 med ett kommunalt gymnasium.
År 1954 hade gymnasiet förstatligats och blev då Mariestads högre allmänna läroverk. Skolan kommunaliserades 1966 och namnändrades därefter. Studentexamen gavs från 1948 till 1968 och realexamen från 1907 till 1963.